# Brochon
Brochon – miejscowość i gmina we Francji, w regionie Burgundia-Franche-Comté, w departamencie Côte-d’Or.
Według danych na rok 1990 gminę zamieszkiwało 591 osób, a gęstość zaludnienia wynosiła 79 osób/km² (wśród 2044 gmin Burgundii Brochon plasuje się na 396. miejscu pod względem liczby ludności, natomiast pod względem powierzchni na miejscu 1078.).